# Chapelle expiatoire

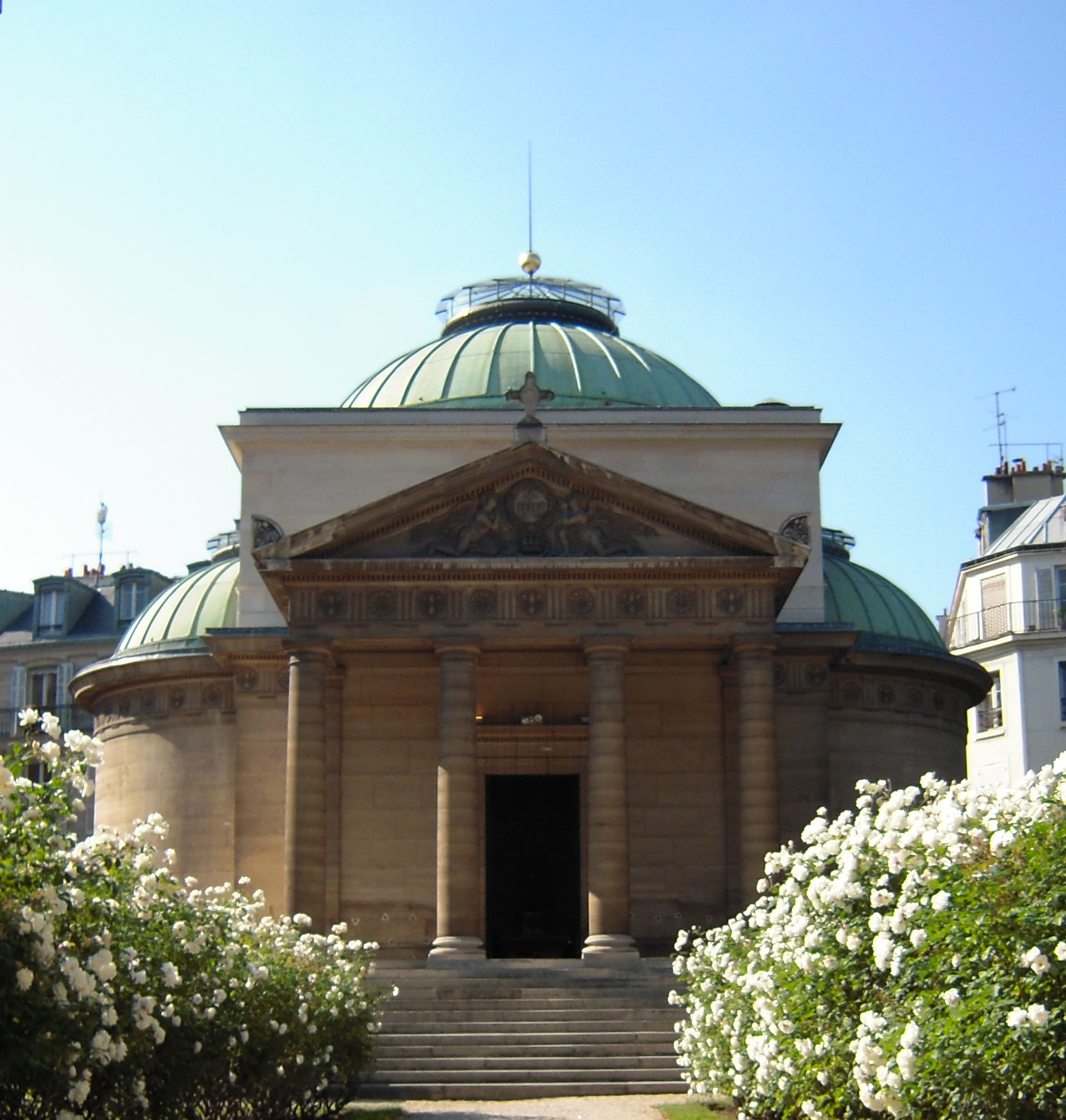
Chapelle expiatoire

Chapelle expiatoire (česky Kaple smíření) je římskokatolická kaple v Paříži v 8. obvodu na náměstí Square Louis-XVI.

## Historie
Kaple byla postavená na místě bývalého hřbitova Madeleine, kde byli po popravě na dnešním náměstí Svornosti pohřbeni Ludvík XVI. a Marie Antoinetta před tím, než byli 21. ledna 1815 přemístěni do baziliky Saint Denis. Také zde byli pohřbeni někteří členové švýcarské gardy, kteří padli při útoku na Tuillerijský palác 10. srpna 1792. Ludvík XVIII. ji nechal vystavět jako vzpomínku na svého bratra. Stavba probíhala v letech 1815-1826. Kaple je od roku 1914 chráněná jako historická památka.
Autorem stavby je architekt Pierre-François-Léonard Fontaine (1762-1853), který realizací a dozorem na stavbě pověřil svého žáka Louise Hippolyta Lebase (1782-1867).

## Architektura
Stavba kaple byla inspirována královniným klášterem ve Versailles. Samotná kaple se nachází za zdí s branou v prostoru, který připomíná ambit kláštera. Vstup do kaple představuje portikus se čtyřmi dórskými sloupy. Stavba má půdorys řeckého kříže a je zakončena centrální kupolí a třemi menšími kupolemi po stranách. Interiér je osvětlen přirozeným světlem, které prochází okulem v klenbě. Oltář v kryptě označuje přesné místo hrobu Ludvíka XVI. V kapli jsou dvě sousoší zobrazující Ludvíka XVI. (autor François Joseph Bosio) a Marii Antoinettu (Jean-Pierre Cortot).